# 3,5-二硝基水杨酸
3,5-二硝基水杨酸（简称DNS或DNSA，IUPAC名为2-羟基-3,5-二硝基苯甲酸）是一种芳香酸，与還原糖等还原性物质反应生成3-氨基-5-硝基水杨酸，后者在540 nm波长处有强烈的吸收峰。DNS最早用于检测尿液中的还原性物质；如今人们用它测定各种还原糖的浓度，如血液中的糖类等，主要用于测定α-淀粉酶。因为它的反应没有特异性，故一般认为用酶检测更佳。

## 合成
3,5-二硝基水杨酸可由水楊酸硝化得到。